# Serbische Badmintonmeisterschaft 2019
Die Serbische Badmintonmeisterschaft 2019 fand vom 1. bis zum 2. Juni 2019 in Belgrad statt.

## Medaillengewinner
| Disziplin    | Gold                         | Silber                         | Bronze                            |
| ------------ | ---------------------------- | ------------------------------ | --------------------------------- |
| Herreneinzel | Luka Milić                   | Ilija Pavlović                 | Andrija Doder                     |
| Herreneinzel | Luka Milić                   | Ilija Pavlović                 | Mihajlo Tomić                     |
| Dameneinzel  | Marija Sudimac               | Anđela Vitman                  | Minja Milovanović                 |
| Dameneinzel  | Marija Sudimac               | Anđela Vitman                  | Sanja Perić                       |
| Herrendoppel | Luka Milić Nenad Milošević   | Igor Bjelan Andrija Doder      | Sergej Lukić Mihajlo Tomić        |
| Herrendoppel | Luka Milić Nenad Milošević   | Igor Bjelan Andrija Doder      | Borko Petrović Dragoslav Petrović |
| Damendoppel  | Sara Lončar Marija Sudimac   | Minja Milovanović Anja Velemir | Marta Bogdanović Nina Bogdanović  |
| Damendoppel  | Sara Lončar Marija Sudimac   | Minja Milovanović Anja Velemir | Mara Batar Anđela Vitman          |
| Mixed        | Andrija Doder Marija Sudimac | Mihajlo Tomić Sara Lončar      | Nenad Milošević Kristina Jovin    |
| Mixed        | Andrija Doder Marija Sudimac | Mihajlo Tomić Sara Lončar      | Luka Milić Anđela Vitman          |